# 우주소년 아톰: 아톰 하트의 비밀
《우주소년 아톰: 아톰 하트의 비밀》는 트레저와 히트메이커가 개발하고 세가가 배급한 진행형 격투 게임이다. 데즈카 오사무의 만화 《우주소년 아톰》의 2003년 텔레비전 애니메이션판에 기반한 작품으로, 그 외 데즈카의 전일생에 걸친 작품 인물들이 대거 출연하는 것이 특징이다. 게임보이 어드밴스 플랫폼으로 제작돼 2003년 12월 18일 일본서 처음 출시됐다. 북미 및 유럽 지역에선 《아스트로 보이: 오메가 팩터》라는 제목으로 발매됐으며 일본판의 버그를 수정하고 난이도 설정을 추가하는 등 개선점들이 있다.
플레이어는 아톰을 조종해 스테이지 내 적들을 격파하고 장애물들을 돌파해야 한다. 아톰은 주먹과 발 이외에 화면 위의 게이지를 채워 특수공격을 할 수 있다.

## 반응
《아톰 하트의 비밀》은 리뷰 애그리게이터 웹사이트 게임랭킹스와 메타크리틱에서 각각 86.72%, 85/100점을 기록해 대체적으로 긍정적인 평가를 받았다.

## 참조

### 내용주
1. ↑  일본어: アストロボーイ・鉄腕アトム アトムハートの秘密
2. ↑  영어: Astro Boy: Omega Factor